# Gedrongen hazenoor
De gedrongen hazenoor (Otidea cochleata) is een soort van apotheciale schimmel die behoort tot de familie Otideaceae. Hij is ectomycorrhiza vormend (?), op humusarme klei of leem alleen of in kleine groepen onder loofbomen. Vruchtlichamen groeien in de herfst.

## Kenmerken
Het vruchtlichaam is 3 tot 6 cm groot. De binnenzijde is lichtbruin tot donkerbruin gekleurd. De asci meten 200-260 × 11-12 µm en de ascosporen meten 16-18 × 7-8 µm. 

## Verspreiding
Dit is een zeldzame Europese soort. In Nederland komt de gedrongen hazenoor vrij zeldzaam voor. Hij staat op de rode lijst in de categorie 'Bedreigd'.